# Stoense Sogn
Stoense Sogn ist eine Kirchspielsgemeinde (dän.: Sogn)
auf der Insel Langeland im Großen Belt im südlichen Dänemark.
Bis 1970 gehörte sie zur Harde Langelands Nørre Herred im damaligen Svendborg Amt, danach zur Tranekær Kommune im
Fyns Amt, die im Zuge der  Kommunalreform zum 1. Januar 2007 in der
Langeland Kommune in der Region Syddanmark aufgegangen ist.
Im Kirchspiel leben 168 Einwohner (Stand: 1. Januar 2023).
Im Kirchspiel liegt die Kirche „Stoense Kirke“.
Nachbargemeinden sind im Nordosten Hou Sogn und im Südosten Snøde Sogn.
In Stoense liegen die Megalithanlagen „Rudskebjerg“ (090202/07-1) mit zwei Dolmen und „Stenbjerg“ (090202/07-2).

## Söhne und Töchter
- Frederik Lassen (1798–1872), Kaufmann und Inspektor von Grönland